# دلیجه کوچک
دِلیجه کوچک یا شاهین نائومان (نام علمی: Falco naumanni) نوعی شاهین کوچک است.

## ویژگی‌ها

### ظاهر
دلیجه کوچک از نظر ظاهری بسیار شبیه دلیجه معمولی است، با این تفاوت که درازای بدنش کمتر از آن است. طول بدن دلیجهٔ کوچک بین ۲۹ تا ۳۲ سانتی‌متر و طول بال‌های باز آن ۶۳ تا ۷۲ سانتی‌متر است. رنگ آن نیز روشنتر از دلیجهٔ معمولی است و پرندهٔ نَر خط و خال کمتری دارد.

### تغذیه
غذای اصلی دلیجه کوچک، حشرات در حال پرواز هستند، اما از جانوران کوچک دیگر مانند پرندگان و خزندگان و جوندگان کوچک به‌ویژه موشها نیز تغذیه می‌کند. دلیجه کوچک نیز در جا بال‌زنی می‌کند.

### تولیدمثل
دلیجه کوچک بسیار اجتماعی است و کمتر تنها دیده می‌شود. تخم‌گذاری و زادآوری دلیجه کوچک بسیار شبیه دلیجه معمولی است. این پرنده نیز بیشتر به‌صورت گروهی در شکاف‌های صخره‌ها، درختان و ساختمان‌ها آشیانه‌سازی و تخم‌گذاری می‌کند. پرنده ماده ۳ تا ۶ تخم می‌گذارد و جوجه‌ها پس از حدود ۲۹ روز به‌دنیا می‌آیند و پس از سی تا چهل روز لانه را ترک می‌کنند.

## نگرانی‌ها
دلیجه کوچک در فهرست گونه‌های آسیب‌پذیر قرار دارد، به این معنی که در ۱۰ سال اخیر جمعیت جهانی آن حدود ۳۰٪ کاهش داشته و شواهد امر حکایت از ادامه این کاهش دارند. جمعیت دلیجه کوچک به دلیل استفاده انسان از سموم آفت‌کُش برای ازبین بردن حشرات و در نتیجه، آلودگی محیط زیست به شدت کاهش یافته است. این پرنده، مانند دیگر پرندگان شکاری، در حفظ تعادل محیط زیست و نیز در تنظیم جمعیت حشرات و جوندگان بسیار مؤثر است.

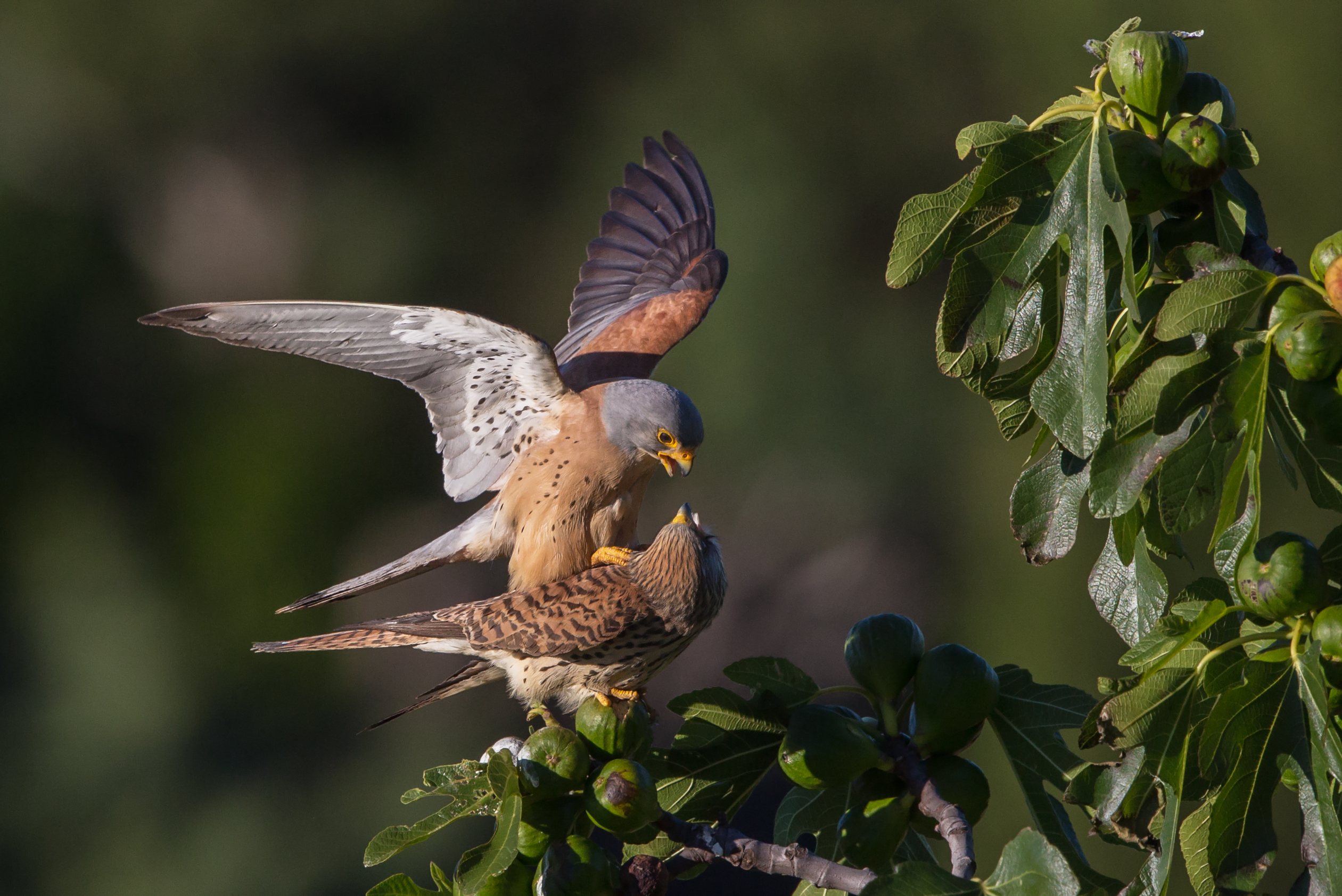
دو دلیجه کوچک بر درخت

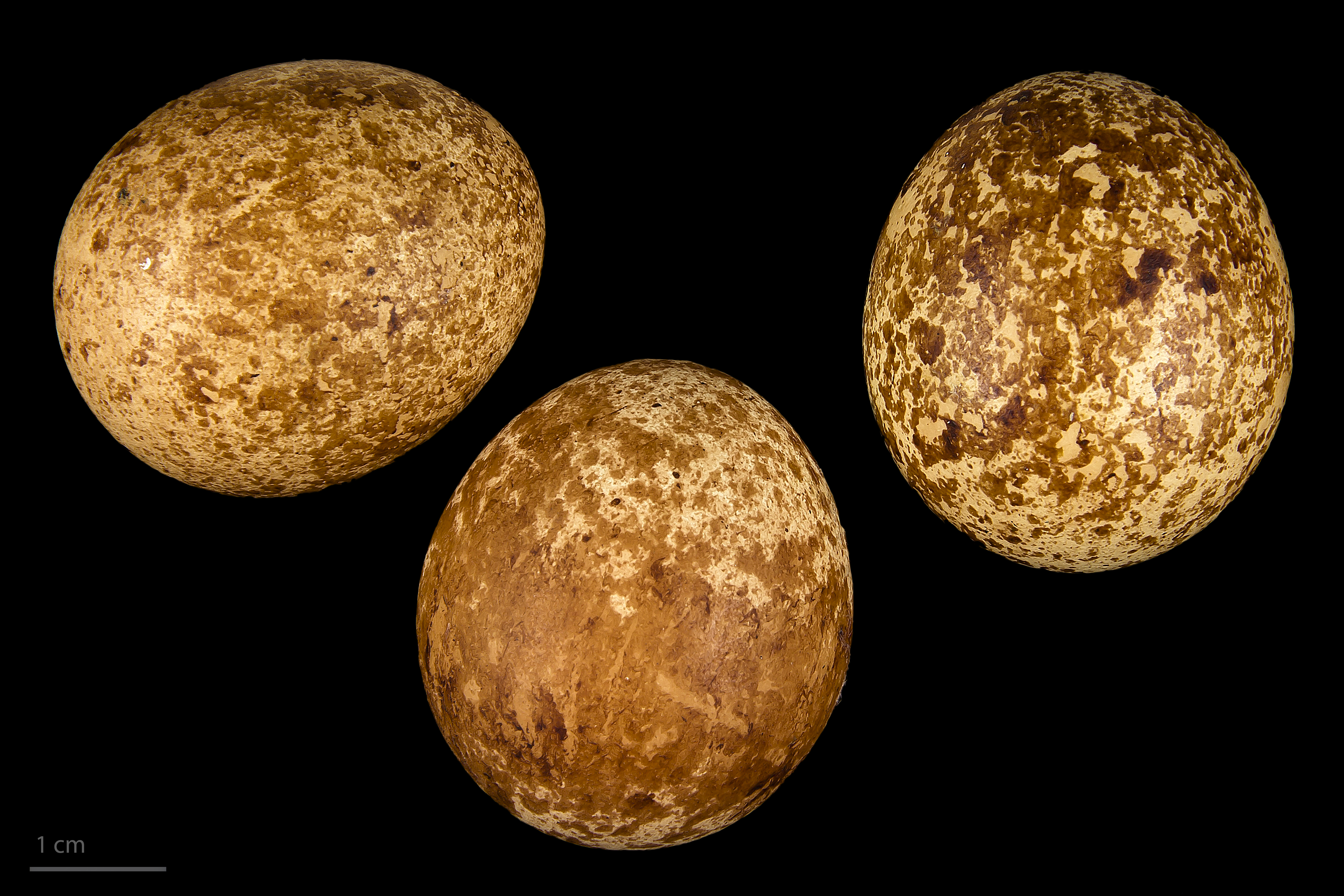
Falco naumanni